# Smartphones der Mi-Reihe
Die Mi-Reihen sind die Premiumreihen des Smartphoneherstellers Xiaomi. Das erste Smartphone der Mi-Reihe erschien im Jahr 2011. Von 2021 an wird der Mi-Markenname abgeschafft, die Geräte erscheinen fortan nur noch mit dem Herstellernamen Xiaomi.

## Mi 1

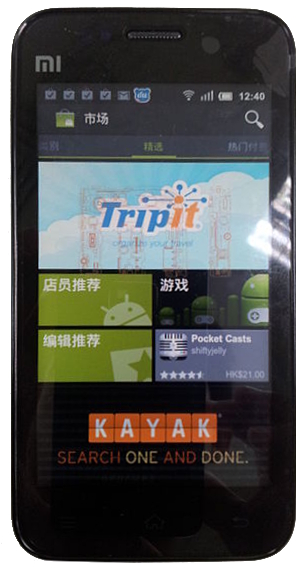
Xiaomi Mi 1

Das Mi 1 war das erste Xiaomi-Smartphone, ausgestattet mit einem 1,5-GHz-Dualcore-Prozessor von Qualcomm (Snapdragon S3), dem Grafikprozessor Adreno 220, 1 GB Arbeitsspeicher und 4 GB Speicherplatz, Touchscreen mit 4,3 Zoll Diagonale und 480×854 px Auflösung sowie einer 8-MP-Kamera. Es läuft bei Auslieferung mit MIUI, basierend auf Android 2.3.

### Mi 1 Youth Edition
Es handelt sich bei dem Gerät um eine etwas günstigere Version des Mi 1 mit einem 1,2-GHz-Dualcore-Prozessor und 768 MB Arbeitsspeicher.

### Mi 1S
Das Mi 1S ist eine etwas teurere Version des Mi 1 mit einem 1,7-GHz-Prozessor und einer zusätzlichen Frontkamera mit 2 MP.

## Mi 2
Das Mi 2 ist mit einem 1,5-GHz-Quadcore-Prozessor von Qualcomm (Snapdragon S4 Pro Typ APQ8064), dem Grafikprozessor Adreno 320, 2 GB Arbeitsspeicher und 16 GB Speicherplatz, einem IPS-Display mit 4,3 Zoll Diagonale und 1280×720 px Auflösung, einer 8-MP-Kamera und einer 2-MP-Frontkamera ausgestattet. Es läuft bei Auslieferung mit MIUI, basierend auf Android 4.1.

### Mi 2S
Das Mi 2S ist mit einem 1,7-GHz-Quadcore-Prozessor von Qualcomm (Snapdragon 600 Typ APQ8064T) und in der 32-GB-Version mit einer 13-MP-Hauptkamera ausgestattet. Bei der 16-GB-Version bleibt es bei der 8-MP-Kamera des Mi 2. Die restliche Ausstattung entspricht dem Mi 2. Zeitgleich mit dem Mi 2S wurde die Generation 5 des MIUI-Betriebssystems eingeführt, die weiterhin auf Android 4.1.1 basiert und in erster Linie Anpassungen der Benutzeroberfläche enthält.

### Mi 2A
Das Mi 2A ist mit einem 1,7-GHz-Dualcore-Prozessor von Qualcomm (Snapdragon S4 Pro Typ APQ8064) ausgestattet. Die 8-MP-Kamera entspricht der des Mi 2. Neu ist im Mi 2A ein NFC-Chip und das 4,5-Zoll-Display mit 326 ppi. Die restliche Ausstattung entspricht dem Mi 2, auch das Display besitzt die gleiche Pixelzahl, jedoch ist nur 1 GB Arbeitsspeicher vorhanden. Das Mi 2A ist nur in einer 16-GB-Version verfügbar. Es wird mit dem Betriebssystem MIUI in der Version 5 geliefert. Der Preis beträgt ¥ 1499.

## Mi 3
Das Mi 3 hat ein 5-Zoll-IPS-Display mit 1080p-Auflösung und einen Touchscreen, der sich auch z. B. mit Handschuhen bedienen lässt. Es wird mit zwei verschiedenen Quadcore-Prozessoren angeboten – einem 1,8 GHz Nvidia Tegra 4 und einem 2,3 GHz Snapdragon 800 von Qualcomm. Ersterer wird nur für China-Mobile-Kunden angeboten. Es wird eine Version mit 16 und eine mit 64 GB internem Speicher angeboten. Die Hauptkamera mit einem Exmor-RS-Sensor von Sony hat eine 13-MP-Auflösung, die Frontkamera 2 MP. Es verfügt über 2 GB Arbeitsspeicher und NFC. Der Akku hat eine Kapazität von 3050 mAh.

## Mi 4

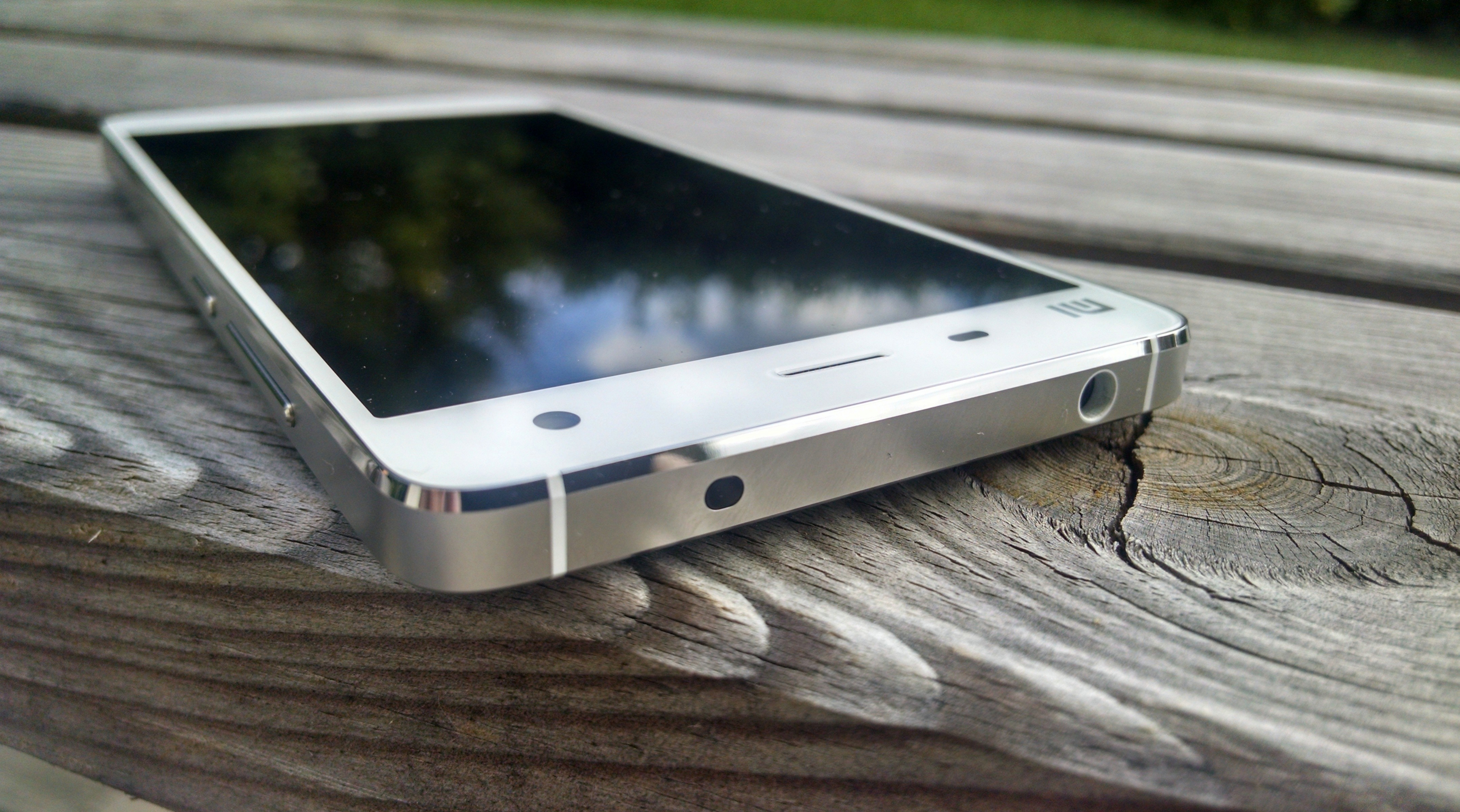
Xiaomi Mi 4

Im Juni 2014 wurde das Mi 4 für den chinesischen Markt vorgestellt. Es verfügt über ein 5-Zoll-Display mit Full-HD-Auflösung, den SoC-Quadcore-Prozessor Snapdragon 801 (je 2,5 GHz pro Kern) und 3 GB RAM, wahlweise 16 oder 64 GB internen Speicher, zwei Kameras mit 13 Megapixel (Rückseite) bzw. 8 MP (Frontseite).

## Mi 5
Im Rahmen des Mobile World Congress 2016 stellte das Unternehmen den Nachfolger des Mi 4 vor, das Mi 5. Das Gerät verfügt wahlweise über 32, 64 oder 128 GB internen Speicherplatz, eine Hauptkamera mit 16 MP Auflösung sowie einer Frontkamera mit einer Auflösung von 4 MP. Das Gerät ist mit dem Snapdragon 820 des Herstellers Qualcomm ausgestattet. Der Akku besitzt eine Kapazität von 3.000 mAh und kann nicht vom Benutzer selber gewechselt werden.

### Mi 5S und Mi 5S Plus
Am 27. September 2016 hat Xiaomi das Mi 5S und das Mi 5S Plus vorgestellt. Das Mi 5S Plus ist ein 5,7-Zoll-Phablet mit Full HD Display. Das Smartphone ist mit einem Qualcomm Snapdragon 821 SOC ausgestattet und ist wahlweise mit 4 GB Arbeitsspeicher und 64 GB internem Speicher oder 6 GB Arbeitsspeicher und 128 GB internem Speicher erhältlich. Rückseitig besitzt das Mi 5S Plus ein duales Kamerasystem, das sich zu einer 13 Megapixel Hauptkamera zusammensetzt. Vorderseitig befindet sich eine Frontkamera, die einen 4 Megapixel Bildsensor verwendet. Innerhalb der Home-Taste befindet sich zusätzlich ein Fingerabdruckscanner. Die Kapazität des Akkus beträgt 3.800 mAh.
Das Xiaomi Mi 5S besitzt eine Displaydiagonale von 5,15 Zoll. Dieses Smartphone ist mit 3 GB Arbeitsspeicher und 64 GB internem Speicher, aber auch mit 4 GB Arbeitsspeicher und 128 GB internem Speicher erhältlich. Ebenfalls verwendet wird der Snapdragon-821-Prozessor. Als Hauptkamera wird ein Single-Kamerasystem, bestehend aus einem Sony-IMX378-Bildsensor, verwendet, der mit 12,3 Megapixel auflöst. Ein Fingerabdruckscanner ist vorhanden und die Kapazität des Akkus beträgt 3.100 mAh.
Mit dem Xiaomi Mi 5S und dem Mi 5S Plus hat Xiaomi erstmals das von Apple-iOS-Geräten bekannte „3D Touch“ bzw. „Force Touch“ übernommen. Durch ein drucksensitives Smartphone-Display werden mit Hilfe von 3D Touch sogenannte Shortcuts ausgelöst, bei denen es sich um zusätzliche App-Informationen oder Menüs handelt. Diese Funktion steht lediglich dem Xiaomi Mi 5S Plus und dem Mi 5S mit 4 GB Arbeitsspeicher zur Verfügung.

## Mi 6
Im Mai 2017 wurde die nächste Hauptversion der Mi-Reihe, das Xiaomi Mi 6, vorgestellt. Das Gerät besitzt erstmals eine Vorder- und Rückseite aus Glas. Es ist mit einer Dual-Kamera, bestehend aus zwei Objektiven mit je 12 Megapixeln, und einem Snapdragon 835 des Herstellers Qualcomm ausgestattet. Das Gerät ist wahlweise mit 64 oder 128 GB internem Speicher erhältlich. Die 128-GB-Variante wird zusätzlich mit einer Rückseite aus Keramik und einer Kameraumrandung aus 18 Karat Gold angeboten.

## Mi 8
Das Mi 8 wird mit Android 8.0 (Oreo) ausgeliefert. Es enthält einen Snapdragon 845 und 6 GB Arbeitsspeicher. Als interner Speicher stehen 64 GB, 128 GB und 256 GB zur Auswahl. Das Mi 8 besitzt außerdem einen Fingerabdruckscanner sowie eine Gesichtserkennung. Als Display wurde ein 6,2-Zoll-OLED-Panel von Samsung verbaut. Das Display ist nahezu randlos. Es hat außerdem eine volle LTE-Unterstützung in Deutschland. Das Mi 8 hat noch zwei Geschwister, das Mi 8 SE und das Mi 8 Explorer.
Das Mi 8 ist weltweit das erste Smartphone, das mit dem BCM47755 von Broadcom einen GNSS-Chip verbaut hat, der GPS- und Galileo-Satelliten-Signale auf zwei verschiedenen Frequenzen empfangen kann, was laut Broadcom eine Ortungsgenauigkeit von 30 cm ermöglichen soll. Dies wird in der Praxis allerdings noch nicht erreicht.
Das Mi 8 SE ist eine Basis-Variante mit einem Snapdragon 710 und 4/6 GB Arbeitsspeicher. Es hat außerdem ein 5,88-Zoll-Display. Allerdings fehlt dem Mi 8 SE die volle LTE-Unterstützung.
Das Mi 8 Explorer hat 8 GB Arbeitsspeicher. Besonderheit bei dieser Variante ist einerseits die Rückseite, auf der sich ein Sticker befindet, der die Rückseite so aussehen lässt, als sei sie durchsichtig, andererseits der ins Display integrierte Fingerabdruckscanner. Diese Variante gibt es nur mit 128 GB internem Speicher.

## Mi 9
Im Vorfeld des Mobile World Congress 2019 stellte Xiaomi das Mi 9 vor. Das Gerät verfügt mit seinen 6,39 Zoll großem FHD+-AMOLED-Display wahlweise über 64, 128 oder 256 GB internen Speicherplatz und 6, 8 oder 12 GB Arbeitsspeicher, eine Triple-Kamera mit 48 MP Primärkamera, 16 MP Ultraweitwinkel-Objektiv und 12 MP Tele-Objektiv. Das Gerät ist mit dem Snapdragon 855 des Herstellers Qualcomm ausgestattet. Der Akku besitzt eine Kapazität von 3.300 mAh.

### Mi 9 Lite
Das Xiaomi Mi 9 Lite kam im September 2019 auf den Markt und war die abgespeckte Version den Xiaomi Mi 9. Das Gerät hatte eine 6.39 Zoll großes Super-AMOLED-Display, einen Snapdragon 710-Chipsatz (10nm) und drei Kameras auf der Rückseite. Eine 48-Megapixel-Hauptkamera, 8-Megapixel-Ultraweitwinkelkamera und eine 2-Megapixel-Tiefenkamera. Die Frontkamera hatte eine Auflösung von 32 Megapixel. Das gerät wurde mit 64 oder 182GB Speicher ausgeliefert und besaß eine Akkukapazität von 4030mAh.

### Mi 9T
Das Xiaomi Mi 9T ist im August 2019 auf den deutschen Markt gekommen. Das Gerät verfügt über eine herausfahrbare Popup Selfie-Kamera. Es ist ein Mittelklasse Handy mit einer 48 Megapixel Triple-Hauptkamera/Frontkamera und die Akku-Kapazität beträgt 4000 mAh.

### Mi 9T Pro
Das Xiaomi Mi 9T Pro ist eine Hardware-technisch verbesserte Version des Xiaomi Mi 9T und ausgestattet mit dem Flaggschiff-Prozessor Snapdragon 855. Es ist im August 2019 auf den deutschen Markt gekommen.

## Mi 10
Das Xiaomi Mi 10 wurde im Februar 2020 vorgestellt und ist seit April 2020 auch außerhalb von China erhältlich. Es besitzt einen Snapdragon 865 mit 8 Gigabyte RAM und wahlweise 128 Gigabyte oder 256 Gigabyte Speicher. Es ist ausgestattet mit einer 108 Megapixel Hauptkamera, einer 13 Megapixel Ultraweitwinkelkamera, eine 2 Megapixel Makrokamera und einen 2 Megapixel Tiefensensor. Eine Besonderheit der Kamera ist, dass sie 8k Aufnahmen mit 30 fps unterstützt. Es ist mit einem 4780 mAh großen Akku ausgestattet.

### Mi 10 Pro
Das Xiaomi Mi 10 Pro ist eine Hardware-technisch verbesserte Version des Xiaomi Mi 10 und ausgestattet mit dem Flaggschiff-Prozessor Snapdragon 865.

### Mi 10T
Das Xiaomi Mi 10T ist eine abgespeckte Version des Mi 10. Statt einem AMOLED-Display ist ein IPS-LCD mit 144 Hz verbaut, um die Herstellungskosten zu reduzieren. Als SoC verbaut Xiaomi den Snapdragon 865, welches auch beim Mi 10 verwendet wird.

### Mi 10T Pro
Das Xiaomi Mi 10T Pro ist eine überarbeitete Version des Mi 10 Pro, hat aber wie beim Mi 10T ein IPS-LCD statt einem AMOLED-Screen verbaut. Das Gerät ist sehr identisch mit dem Mi 10T, besitzt jedoch einen 108MP Kamerasensor von Samsung, während beim Mi 10T ein 64MP Sony IMX682 Sensor verwendet wird.

## Mi 11

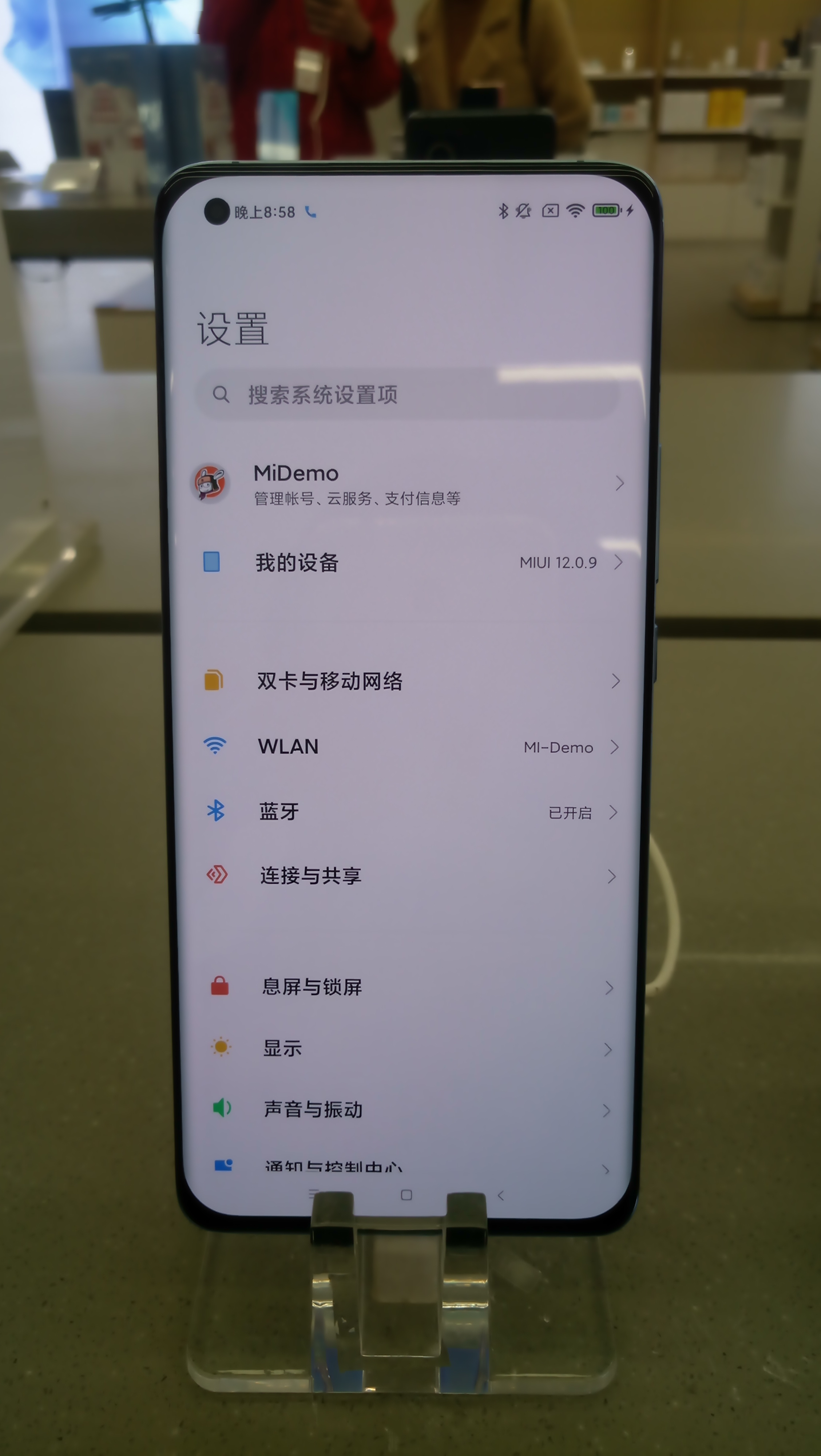
Mi 11

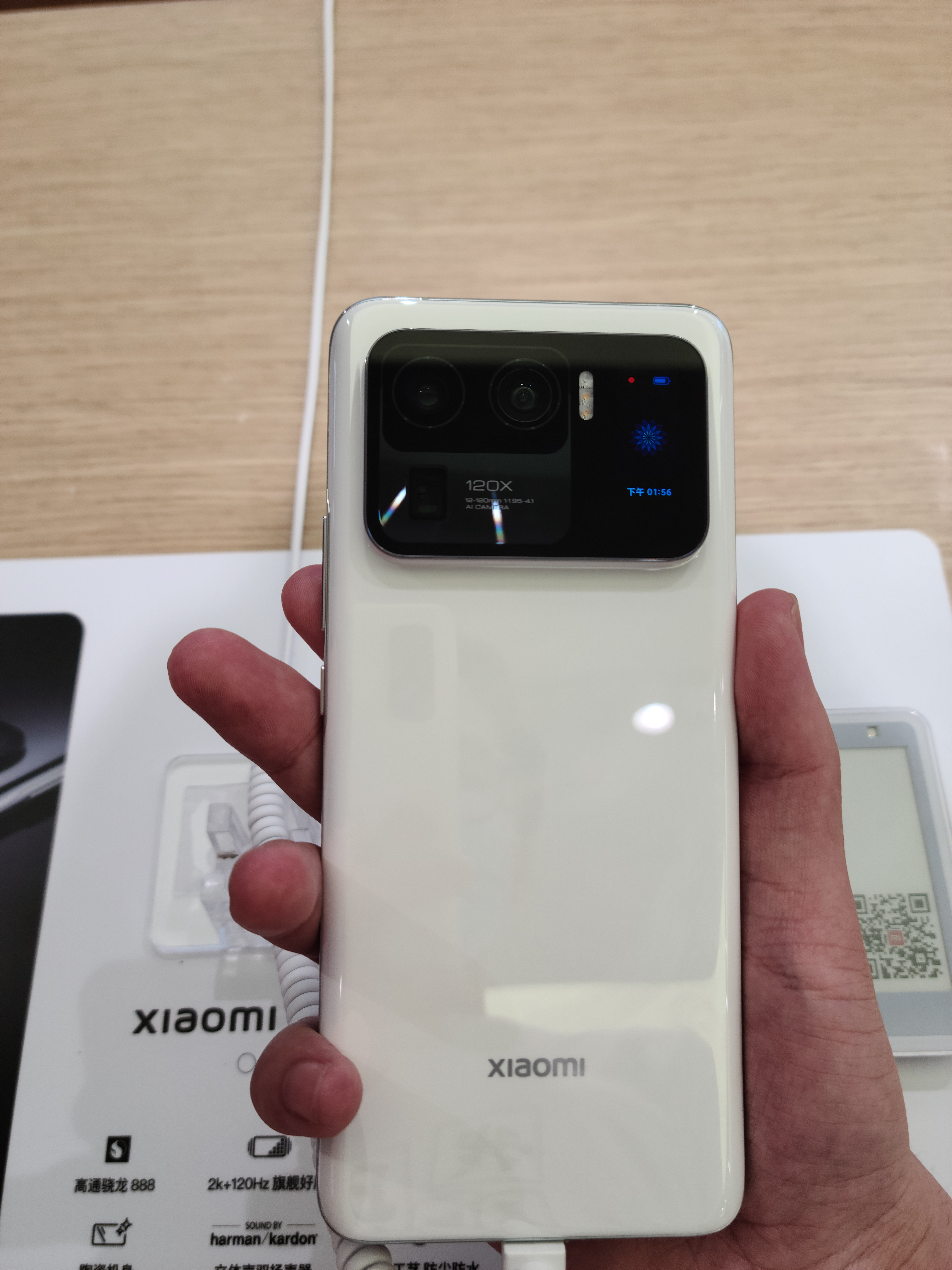
Rückseite des Mi 11 Ultra

Das Xiaomi Mi 11, Mi 11 Lite und Mi 11 Ultra sind die Geräte der Mi-Reihe im Jahr 2021. Das Mi 11 Ultra ist das erste Ultra-Gerät von Xiaomi das in Europa erhältlich ist, das Vorgängermodell wurde ausschließlich auf dem chinesischen Markt angeboten. Alle Geräte erscheinen mit Android 11 und MIUI 12.5.

### Mi 11 lite
Das Xiaomi Mi 11 Lite ist sehr dünn gebaut und deutlich leichter als die anderen beiden Geräte. Das Kameraelement ist ähnlich wie beim Mi 11 gehalten. Beim Mi 11 Lite verwendet Xiaomi allerdings nur einen Kunststoffrahmen. Das Display unterscheidet sich ebenfalls, es ist flach und hat keine abgerundeten Ränder. Beim Mi 11 Lite sind die Farben Gelb, Minzgrün und Schwarz verfügbar.
Beim Mi 11 Lite setzt Xiaomi auf drei Kameras: Ultraweitwinkel-, Haupt- und Makrokamera.
Das Display des Mi 11 Lite ist 6,55 Zoll groß und wird von Samsung gefertigt. Als SoC kommt der Qualcomm Snapdragon 732G zum Einsatz, dazu gibt es 6 GB RAM. Das Mi 11 Lite kann über einen optischen Fingerabdrucksensor unter dem Display oder eine 2D-Gesichtserkennung entsperrt werden. In der 5G-Version unterstützt es auch den neusten Mobilfunkstandard, hat 8 GB RAM und den Qualcomm Snapdragon 780G.

### Mi 11
Das Xiaomi Mi 11 ist etwas größer und schwerer als das Mi 11 Lite. Das Kameraelement ist deutlich kleiner und flacher als beim Mi 11 Ultra. Xiaomi verbaut hier einen Aluminiumrahmen und ein Display, welches zu den Kanten hin abgerundet ist. Das Mi 11 wird in Weiß, einem schillernden Hellblau und in dunklen Grau angeboten, die Rückseite ist hier matt gehalten. Auch beim Mi 11 verbaut Xiaomi eine Ultraweitwinkel-, Haupt- und Makrokamera. Das Display ist ein 6,81 Zoll großes adaptives 120-Hertz-Display, welches durch die LTPO-Technologie die Bildwiederholrate je nach Bedarf anpassen kann. Das Display wird von Samsung gefertigt. Die Stereolautsprecher wurden von Harman Kardon entwickelt. Xiaomi verbaut hier den Qualcomm Snapdragon 888, dazu kommen 8 GB RAM. Der Akku des Mi 11 bietet 4780 mAh, Das Mi 11 hat wie auch das Mi 11 Ultra Fast Charging wird hier aber mit 55 Watt innerhalb von 50 Minuten komplett aufgeladen, kabellos sind 50 Watt möglich. Das Mi 11 wird über den optischen Fingerabdrucksensor unter dem Display entsperrt, zusätzlich gibt es hier auch die 2D-Gesichtserkennung. Das Smartphone unterstützt 5G und USB Type-C 2.0.

### Mi 11 Ultra
Das Xiaomi Mi 11 Ultra hat die gleichen Abmessungen wie das Mi 11, ist aber unter anderen durch das Kameraelement deutlich schwerer. Dieses beinhaltet die drei Linsen der Ultraweit-, Haupt- und Telekamera, und die Besonderheit ein 1,1 Zoll großes Display auf der Rückseite. Die Rückseite besteht aus Keramik, was ebenfalls zu einem höheren Gewicht im Vergleich zum Mi 11 beiträgt. Der Rahmen ist aus Aluminium gefertigt, das Display auf der Vorderseite ist zu den Seiten hin abgerundet. Das Mi 11 Ultra ist in den Farben Schwarz und Weiß erhältlich, die Rückseite ist bei beiden Farben glänzend. Beim Mi 11 Ultra wurden eine Ultraweitwinkel-, Haupt und ein Telekamera verbaut, außerdem bietet Xiaomi einen 120-fachen Zoom. Das Display des Mi 11 Ultra ist genauso groß wie das des Mi 11. Es ist ebenfalls ein adaptives 120-Hertz-Display von Samsung. Die Lautsprecher wurden auch hier von Harman Kardon entwickelt. Der Antrieb des Flaggschiff-Smartphones ist der Qualcomm Snapdragon 888, in Kombination mit 12 GB RAM. Das Xiaomi Mi 11 Ultra hat einen 5000 mAh großen Akku, dieser kann über Fast Charging mit 67 Watt in fast 40 Minuten vollständig geladen werden. Auch kann es kabellos theoretisch mit der gleichen Geschwindigkeit geladen werden, hier gibt es aber kaum Ladegeräte, die so schnelles Laden ermöglichen. Das Mi 11 Ultra wird ebenfalls über den optischen Fingerabdrucksensor unter dem Display oder die 2D-Gesichtserkennung entsperrt. Das Gerät unterstützt auch den Mobilfunkstandard 5G. Es unterstützt aber nur USB Type-C 2.0 was gerade in diesem Preisbereich häufig kritisiert wurde.

## Mi Note
Mit dem Xiaomi Mi Note wurde im Januar 2015 ein 5,7 Zoll großes Phablet veröffentlicht. Die Punktdichte beträgt, bei einer Auflösung von 1080×1920 px, rund 386 ppi. Als SoC-Prozessor kommt ein Snapdragon 801 (4 × 2,5 GHz) zum Einsatz. Weiterhin ist das Gerät wahlweise mit 16 oder 64 GB internem Speicher, 3 GB Arbeitsspeicher und einer 13-MP-Kamera auf der Rückseite bzw. 4 MP auf der Vorderseite verfügbar. Die Kapazität des fest verbauten Akkus beträgt 3000 mAh.

### Mi Note 2
Das Xiaomi Mi Note 2 wurde am 25. Oktober 2016 offiziell vorgestellt und ging am 1. November 2016 in den Verkauf. Mit einem 5,7-Zoll-Dual-Edge-Bildschirm, ähnlich dem Samsung Galaxy S7 Edge, ist es das erste Xiaomi-Smartphone dieser Art. Die Punktdichte beträgt 386 PPI bei einer Auflösung von 1920 × 1080 Pixel. Der Prozessor ist ein Qualcomm Snapdragon 821, der vier Kyro-Kerne besitzt, die mit bis zu 2,35 GHz takten. Erhältlich ist das Smartphone wahlweise mit 4 GB Arbeitsspeicher und einem 64 GB großen, internen Speicher oder mit 6 GB Arbeitsspeicher und einem 128 GB großen, internen Speicher. Der Speicher kann nicht durch eine SD-Karte erweitert werden. Die so genannte „Global Version“ unterstützt zudem alle gängigen LTE Frequenzen. Die Hauptkamera verwendet einen Sony-IMX318-Sensor, der mit 22,56 Megapixel auflöst und Videos in 4K aufzeichnet. Die Frontkamera setzt auf einen Sony-IMX268-Sensor mit maximaler 8 Megapixel Auflösung. Die Kapazität des Akkus gibt Xiaomi mit 4.070 mAh an. Das Smartphone unterstützt auch NFC.

### Mi Note 10
Das Mi Note 10 ist ein Kamerasmartphone mit Qualcomm Snapdragon 730G SOC und besitzt eine 108 Megapixel Hauptkamera. eine 12 Megapixel Portraitkamera, eine 20 Megapixel 117° Ultraweitwinkelkamera. eine 5 Megapixel Telekamera mit 10fach Hybridzoom und eine 2 Megapixel Makrokamera. Es besitzt je nach Ausstattung 6 Gigabyte RAM und 128 Gigabyte Speicher oder 8 Gigabyte RAM und 256 Gigabyte Speicher.

## Mi Mix
Das Xiaomi Mi Mix wurde im Oktober 2016 vorgestellt. Auffallend ist dessen 6,4 Zoll IPS-Display mit sehr schmalen Displayrändern, auch Bezel-less Design genannt. Eine weitere Besonderheit ist die am unteren Displayrand sitzende Frontkamera. Auch die Hörmuschel wurde aufgrund der schmalen Displayränder durch ein piezoelektronisches System, das den Schall über das Gehäuse überträgt, ersetzt. Es besitzt einen Qualcomm Snapdragon 821 und eine Adreno 530 Grafikeinheit. Je nach Version besitzt es 4 GB bzw. 6 GB RAM und 128 GB bzw. 256 GB Speicher.

### Mi Mix 2
Das Xiaomi Mi Mix 2 wurde am 11. September 2017 vorgestellt. Der Nachfolger des aufsehenerregenden Mi Mix kommt mit einem 5,99-Zoll-Display, das 93 % der Vorderseite bedeckt. Dieses ist jetzt im 18:9 bzw. 2:1 Format. Die Frontkamera sitzt wieder im unteren Bereich des Gehäuses, allerdings brachte Xiaomi wieder die klassische Hörmuschel am oberen Bildschirmrand zurück. Als Prozessor besitzt es einen Qualcomm Snapdragon 835 und als Grafikeinheit die Adreno 540. Die Rückseite besteht wie beim Mi Mix aus Keramik.

### Mi Mix 2s
Das Mi Mix 2s ist eine weitere Version des Mi Mix 2. Verbaut sind ein Snapdragon 845 als Prozessor und eine Adreno 630 GPU. Weitere Neuerungen zum Mi Mix 2 sind die duale 12 MP Kamera und die Möglichkeit, das Smartphone kabellos per Qi  (7,5 W) aufzuladen, sowie eine neue MIUI und Android-Version. Das Design ist unverändert.

### Mi Mix 3
Das Xiaomi Mi Mix 3 ist das fünfte Smartphone von Xiaomi mit dem Snapdragon 845 und verfügt modellabhängig über 6, 8 oder 10 Gigabyte RAM, 128 oder 256 GB internen Speicher sowie ein AMOLED-Display von Samsung mit 2340 × 1080 Pixel bei einer Pixeldichte von 403 ppi. Zu den Neuerungen gehört ein Schiebemechanismus, der die zwei Frontkameras inkl. Blitzlicht versteckt, u. a. eine 24-MP-Kamera mit dem Sony IMX576 Sensor. Die Leistung beim induktiven Laden wurde auf 10 Watt erhöht. Am Mobile World Congress 2019 wurde das Mi Mix 3 mit 5G vorgestellt.

### Mi Mix 3 5G
Das Xiaomi Mi Mix 3 5G ist die 5G-Mobilfunkvariante des Mi Mix 3. Das Smartphone besitzt einen Snapdragon 855 und verfügt über 6 Gigabyte RAM, 64 GB oder 128 GB internen Speicher. Zudem wird bei diesem Modell ein Hybrid-Kühlsystem verwendet. Da der neue Mobilfunkstandard einen höheren Stromverbrauch verursacht, wurde ein größerer Akku mit einer Kapazität von 3800 mAh verbaut. Dadurch wurde das Smartphone etwas dicker (9,4 mm). Kabelloses Laden ist im Gegensatz zur Vorgängervariante nicht möglich.
Alle anderen Spezifikation sind fast deckungsgleich mit dem Mi Mix 3.

### Mi Mix Fold
Das Xiaomi Mi Mix Fold ist das erste faltbare Smartphone des Herstellers, ist aber in Europa nicht offiziell erhältlich.

### Mi Mix alpha
Das Xiaomi Mi Mix Alpha ist ein nicht offiziell verfügbares Smartphone, mit einem bis auf die Rückseite gebogenen Display.

## Mi A

### Mi A1
Das Mi A1 ist Xiaomis erstes Telefon mit Android-One-Zertifizierung, d. h., es wird mit unverändertem Android 7.1.1 ausgeliefert, ohne die sonst übliche Oberfläche vom Hersteller. Das soll schnelle Updates ermöglichen und es für westliche Märkte zugänglicher machen. Es wird mit einem 5,5-Zoll-Display, das mit Full-HD auflöst, ausgeliefert. Als SoC kommt ein Snapdragon 625 zum Einsatz. Der Grafikprozessor ist ein Adreno 506. Es bietet 64 GB internen Speicher. Der Akku hat 3080 mAh.

### Mi A2
Das zweite Android-One-Smartphone von Xiaomi mit Android 8.1 ist baugleich mit dem Xiaomi Mi 6X. Es ist ausgestattet mit dem Snapdragon-660-Prozessor, wie beim Xiaomi Mi Note 3. Der Akku hat 3010 mAh.

### Mi A3
Das Smartphone Xiaomi Mi A3 läuft mit Android 9 bis 11 und verfügt über ein 6,088-Zoll-AMOLED-Display mit einer Auflösung von 720 × 1560 Pixel. Das Xiaomi Mi A3 wird vom Snapdragon 665-Prozessor mit 4 GB RAM betrieben. Das Telefon verfügt über 64 GB oder 128 GB internen Speicher, der über eine microSD-Karte auf 256 GB erweitert werden kann. Das Xiaomi Mi A3 verfügt über eine 48 MPixel Weitwinkel-Hauptkamera und eine 8 MPixel Ultraweitwinkel-Kamera, ergänzt um einen 2-Megapixel-Tiefenschärfesensor auf der Rückseite und einen 32-Megapixel-Frontsensor für Selfies.